# Bertsch-Oceanview (Kalifornija)
Bertsch-Oceanview je naseljeno područje za statističke svrhe u američkoj saveznoj državi Kalifornija. Prema popisu stanovništva iz 2010. u njemu je živjelo 2,436 stanovnika.